# Ola (Arkansas)
Ola és una població dels Estats Units a l'estat d'Arkansas. Segons el cens del 2000 tenia 1.204 habitants.

## Demografia
Segons el cens del 2000, Ola tenia 1.204 habitants, 464 habitatges, i 283 famílies. La densitat de població era de 249,9 habitants/km².
Dels 464 habitatges en un 33,6% hi vivien nens de menys de 18 anys, en un 41,6% hi vivien parelles casades, en un 14,2% dones solteres, i en un 39% no eren unitats familiars. En el 34,5% dels habitatges hi vivien persones soles el 17,9% de les quals corresponia a persones de 65 anys o més que vivien soles. El nombre mitjà de persones vivint en cada habitatge era de 2,44 i el nombre mitjà de persones que vivien en cada família era de 3,18.
Per edats la població es repartia de la següent manera: un 28,3% tenia menys de 18 anys, un 8,3% entre 18 i 24, un 26,5% entre 25 i 44, un 18,9% de 45 a 60 i un 18% 65 anys o més.
L'edat mediana era de 36 anys. Per cada 100 dones de 18 o més anys hi havia 84 homes.
La renda mediana per habitatge era de 19.375 $ i la renda mediana per família de 24.125 $. Els homes tenien una renda mediana de 21.250 $ mentre que les dones 16.100 $. La renda per capita de la població era de 10.117 $. Entorn del 20,1% de les famílies i el 27,2% de la població estaven per davall del llindar de pobresa.

## Poblacions més properes
El següent diagrama mostra les poblacions més properes.